# 3e congresdistrict van Nevada

Kaart van het 3e congresdistrict van Nevada (aangegeven in groen).

Het 3e congresdistrict van Nevada, vaak afgekort als NV-3, is een kiesdistrict voor het Amerikaanse Huis van Afgevaardigden. Het omvat tegenwoordig het deel van de staat ten zuiden van Las Vegas, inclusief de voorstad Henderson en het merendeel van het gemeentevrije Clark County.
Voor de volkstelling van 1980 telde Nevada maar één congresdistrict, het at-large congresdistrict van Nevada. Door de relatieve bevolkingsgroei in Nevada heeft men toen een 2e congresdistrict aangemaakt. Het 3e congresdistrict is na de volkstelling van 2000 tot stand gekomen. Het was met opzet zo getekend zodat het een gelijk aantal geregistreerde Democratische en Republikeinse kiezers zou hebben.
Sinds 3 januari 2011 vertegenwoordigt de Republikein Joe Heck het district. Hij volgde de Democrate Dina Titus op, die er na haar eerste tweejarige termijn niet in slaagde herverkozen te geraken. (Titus vertegenwoordigt sinds 2013 het 1e district.) In de presidentsverkiezingen van 2004 won toenmalig president George W. Bush met een klein marge. In 2008 behaalde de Democratische kandidaat Barack Obama 55% van de stemmen. In 2012 moest Obama het met een niptere 49,5% stellen.